# Tihama de l'Asir
Tihama de l'Asir (Tihamat al-Asir) fou el nom donat a partir del segle xix a la part central de la Tihama, regió de l'Aràbia Saudita. D'aquest nom va derivar l'abreujat d'Asir (vegeu regió d'Asir). Antigament la Tihama es dividia en Tihama de l'Hedjaz i Tihama del Iemen, però al segle xix la primera es va subdividir a efectes geogràfics.
La Tihama de l'Asir, antigament anomenada com a Mikhlaf o Mikhlaf al-Sulaymani, estava dividida políticament i de fet en dos subregions:
- Asir al-Sarat (Asir dels Sarat) conegut també com a Alt Asir (Abha)
- Baix Asir (Abu Arish)